# Cristóbal de Castro
Cristóbal de Castro Gutiérrez (Iznájar, 22 de noviembre de 1874-Madrid, 31 de diciembre de 1953) fue un escritor, dramaturgo y crítico teatral español que desarrolló su actividad durante la primera mitad del siglo XX.

## Biografía
Nació el 22 de noviembre de 1874 en Iznájar, en la provincia de Córdoba. Tras sus primeros años de vida en su localidad natal, se trasladó a Granada, donde estudió en la Universidad la licenciatura de Medicina, que no finalizó. En 1894 se dirige a Madrid, donde completó posiblemente su formación de Derecho. En 1910 se casa con la actriz Mery Carbone de Arcos, de Génova, con la que tiene un solo hijo, Horacio. Cultivó la amistad con Alcalá-Zamora, los hermanos Manuel y Antonio Machado, Mariano Miguel de Val y Julio Romero de Torres, que le retratará a él y a su cuñada, Adela Carbone.
Desde su llegada a Madrid su actividad cultural es intensa, y se dedica tanto a la creación literaria (poesía, novela y teatro) como al periodismo (en especial la crítica teatral) y a la adaptación y traducción al castellano de autores clásicos como Lope de Vega, Tirso de Molina o Luis Vélez de Guevara, pero también muchos extranjeros (Oscar Wilde, Molière, Ibsen, Gógol, Andréiev, Marcelino Mesquita, Pirandello y Goldoni).

## Trayectoria

### Político
Cofundador el 11 de febrero de 1933 de la Asociación de Amigos de la Unión Soviética, creada en unos tiempos en que la derecha sostenía un tono condenatorio en relación con los relatos sobre las conquistas y los problemas del socialismo en la URSS. Se interesó igualmente por Rusia y su revolución, llegando a traducir en los años treinta a Máximo Gorki, Gógol, Tolstói, Leónidas Andréiev, Isaac Steinberg, Iván Turgenev, León Lunts, en concreto el volumen Teatro revolucionario ruso. Fuera de la ley (Lunst); La moneda falsa (Gorki); El que recibe las bofetadas (Andreief). Traducción y Prólogo por Cristóbal de Castro, Madrid: Manuel Aguilar, 1929. Entró también activamente en política, llegando a ser gobernador civil de Álava.
En los años finales de la guerra, y de manera especial con su novela Mariquilla barre, barre (1939), Cristóbal de Castro se muestra partidario del nuevo régimen político, del que no disentirá durante los años restantes de su vida, convertido en prestigioso crítico teatral de diversas publicaciones periódicas madrileñas, en tanto que su obra creativa se queda estancada, salvo recopilaciones de artículos (Genios e ingenios. 41 semblanzas, 1944) o alguna biografía de tema y tono acordes con los nuevos tiempos (La España Imperial. Felipe III: idea de un príncipe político cristiano, 1944 o Santo Toribio de Mogrovejo: la conquista espiritual de América, 1944).

## Escritor

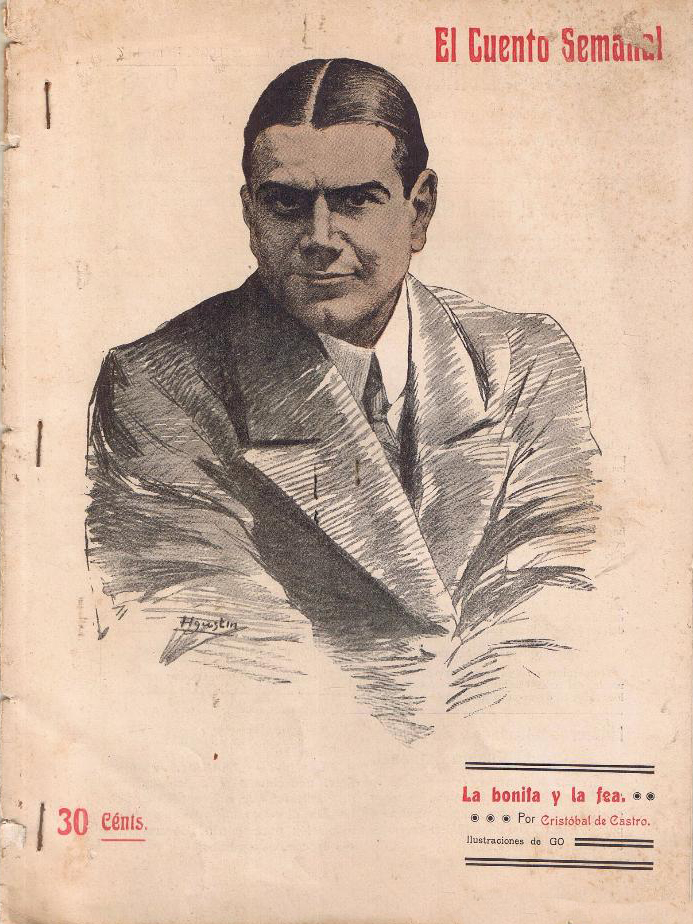
Retratado por Agustín en la portada de La bonita y la fea (1909), n.º 117 de El Cuento Semanal.

Escribió también ensayos sobre teatro, política, feminismo y biografías. Compuso una pieza teatral modernista junto a Enrique López Alarcón titulada Gerineldo. Poema en cuatro jornadas. En vida gozó del éxito, llegando incluso sus obras a editarse en diversos países de Iberoamérica. Fue académico de la Real Academia de Ciencias, Bellas Letras y Nobles Artes de Córdoba y de la Academia de Hispanoamericana de Cádiz.
Fue redactor de La Época, La Correspondencia de España, Diario Universal, España Nueva, El Liberal y Heraldo de Madrid, y colaborador de El Globo y ABC. Entre 1939 y 1953 fue crítico literario del diario Madrid. Y dirigió Tiempo y Hoy. Perteneció además a la promoción de la colección El Cuento Semanal (1901-1920), fundada por Eduardo Zamacois.
Socialmente fue un defensor de los derechos de la mujer, algo raro en aquella época, asunto que se refleja en algunas de sus obras en donde critica la situación de desigualdad en la que se encontraba la mujer.

## Guerra Civil y posguerra
La guerra civil española le sorprende en Madrid de donde tiene que huir, tras refugiarse en una embajada, a Sevilla, en donde permaneció el resto de la contienda.
Tras la guerra disminuyó su labor literaria, debido quizás a la muerte de su hijo Horacio en una operación. Fallece a los setenta y nueve años en Madrid, el 31 de diciembre de 1953.

## Estilo
Su obra en prosa y poética se encuentra influenciada por la mayoría de corrientes de la época, como el modernismo, el romanticismo poético, el realismo hispánico, el costumbrismo andaluz, e incluso por la estética libertaria, el erotismo y la novela lírica.

## Obras
Prosa
- Las niñas del registrador (1901).
- Luna, Lunera (1908).
- Las insaciables (1908 o 1909).
- La bonita y la fea (1909).
- Cortesanas y cortijeras (1910 o 1912).
- La gran Duquesa (1912).
- Lais de Corinto (1913).
- La descastada (1915).
- Pluma al viento (1916).
- El mujeriego (1918).
- Un bolchevik (1919)
- La interina (1921).
- La inglesa y el trapense (1926).
- Clavellina (1927).
- Los hombres de hierro (1927).
- La generala carlista (1931).
- El tulipán en flor (1931).
- Finita, la muchacha en flor.
- Mariquilla, barre, barre.
- Mujeres solas.
- La señorita estatua.
- ¡Cú-Cú!.
- La gacela negra.
- Poderoso caballero.
- La farsa del loquero.
- El hijo sórdido.
- La hija de Cronwell.
- Jandria y el cosaco.
- Papá Saturno
- Otelo y su mono
- Runief, el Chaparaga.
- Los emboscados
- El paraíso perdido
- Las sorpresas de Lorenzina
- La jaula de oro
- La duquesa espía
- La mujer del pope (1928).
- La mujer nueva
- El condotiero

Poesía
- El amor que pasa (1903).
- Cancionero galante París, Sociedad de Ediciones Literarias y Artísticas, 1909.
- Las proféticas (Poesías originales), Madrid, Imprenta de Juan Pueyo, 1919.
- Joyel de enamoradas (1940).

Teatro
- Gerineldo. Poema de amor y caballería, en cuatro jornadas, compuesto, en parte, con pasajes del Romancero. (1909).
- Las manos largas (1909).
- El equipaje del rey José.
- La real hembra.
- La dama del antifaz. Comedia en cuatro actos, 1929, trad. de Charles Mere

Otros.
- El rey felón o Los seis años inicuos. (Liberales y serviles). Madrid, Caro Raggio, 1929.
- Fariseos de la República" (1933).
- Al servicio de los campesinos. Hombres sin tierra, tierra sin hombres. La nueva política agraria. Madrid: Javier Morata, 1931.
- Las mujeres.
- Las mujeres fatales.
- Eva moderna.
- Mujeres extraordinarias. Mujeres de la Historia. Mujeres Contemporáneas. 1929.
- Mujeres del Imperio.
- Rusia por dentro (1904).
- Un bolchevique. Escenas de la Revolución Rusa (1925) y Madrid: C.I.A.P., 1931
- Teatro soviético.
- Teatro revolucionario ruso.
- Teatro grotesco ruso.
- Teatro escandinavo.
- Teatro dramático judío.
- Teatro japonés.
- Teatro de mujeres.
- Teatro burlesco de los negros.
- Catálogo oficial de los monumentos de Alava (1915).
- La revolución desde arriba. Ensayo sobre la reforma agraria y la colonización interior, Madrid: Imprenta de Juan Pueyo, 1921.
- 40 tipos de mujer. (Edición conjunta: Normas para actuar en la vida social y mundana, de Victoriano García Martí y Filosofía de la coquetería, de Jorge Simmel). Manuales de Educación y de Cultura. Biblioteca Para Ellas y Para Ellos. Ciudad de México, s/f.